# Pedinocerops pendleburyi
Pedinocerops pendleburyi är en tvåvingeart som först beskrevs av Jennifer L. Hollis 1963.  Pedinocerops pendleburyi ingår i släktet Pedinocerops och familjen vapenflugor. Inga underarter finns listade i Catalogue of Life.